# Ville Platte
Ville Platte és una població dels Estats Units a l'estat de Louisiana. Segons el cens del 2000 tenia 8.145 habitants.

## Demografia
Segons el cens del 2000, Ville Platte tenia 8.145 habitants, 3.169 habitatges, i 2.047 famílies. La densitat de població era de 1.027,7 habitants/km².
Dels 3.169 habitatges en un 32,6% hi vivien nens de menys de 18 anys, en un 35,9% hi vivien parelles casades, en un 24,5% dones solteres, i en un 35,4% no eren unitats familiars. En el 33% dels habitatges hi vivien persones soles el 16,3% de les quals corresponia a persones de 65 anys o més que vivien soles. El nombre mitjà de persones vivint en cada habitatge era de 2,48 i el nombre mitjà de persones que vivien en cada família era de 3,17.
Per edats la població es repartia de la següent manera: un 30,9% tenia menys de 18 anys, un 9,1% entre 18 i 24, un 23,7% entre 25 i 44, un 19,3% de 45 a 60 i un 17% 65 anys o més.
L'edat mediana era de 34 anys. Per cada 100 dones de 18 o més anys hi havia 79,1 homes.
La renda mediana per habitatge era de 12.917 $ i la renda mediana per família de 18.056 $. Els homes tenien una renda mediana de 29.798 $ mentre que les dones 16.563 $. La renda per capita de la població era de 9.672 $. Entorn del 43,5% de les famílies i el 50,9% de la població estaven per davall del llindar de pobresa.

## Poblacions més properes
El següent diagrama mostra les poblacions més properes.